# Aardelektrode

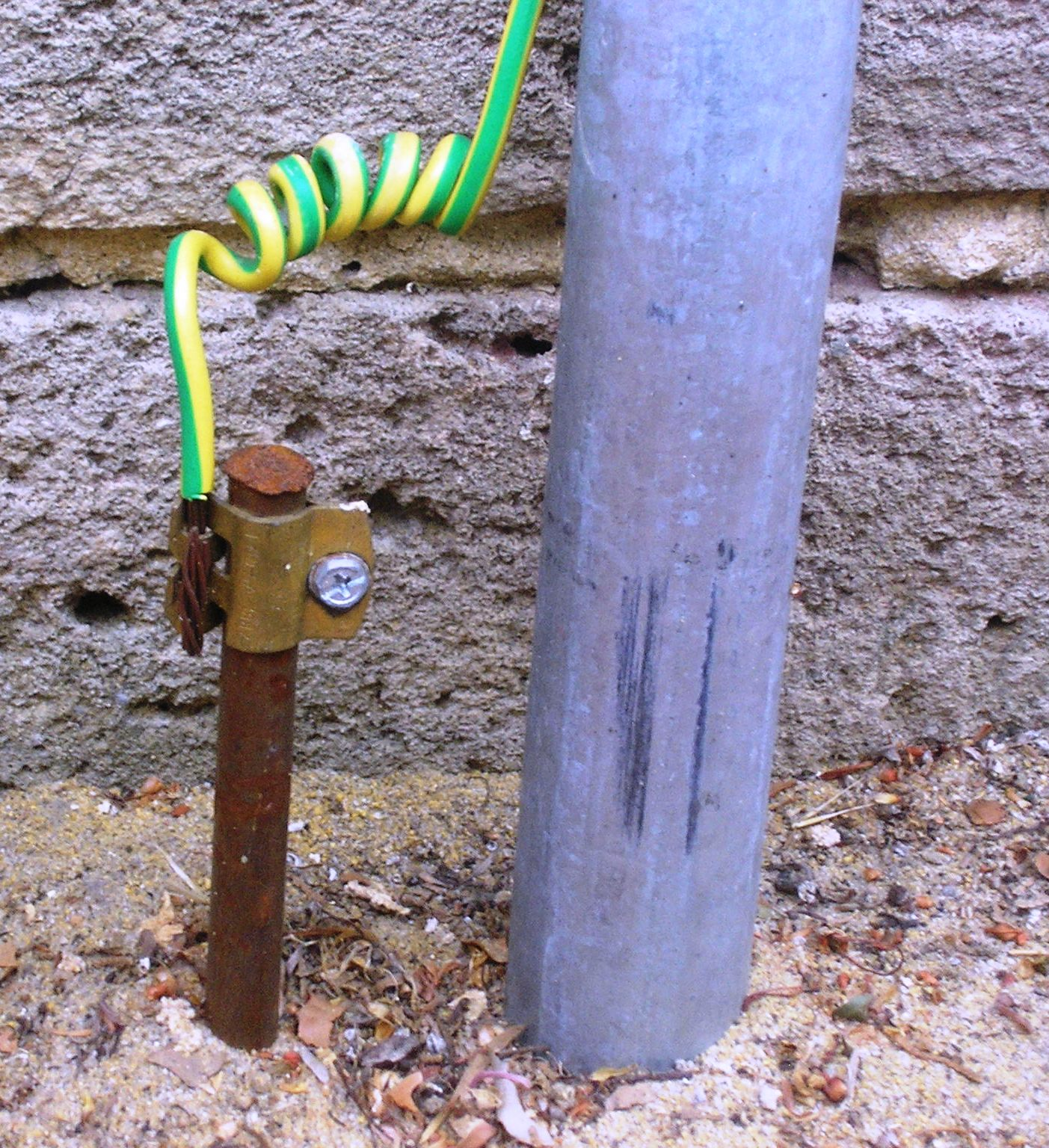
Bovenzijde van een aardelektrode

Een aardelektrode is een elektrische verbinding van de veiligheidsaarde van het lichtnet met aarde. Doorgaans zal een aardelektrode bestaan uit een metalen buis of staaf die tot in het grondwater reikt, maar ook een gewapende fundering, die in goed geleidende verbinding met de aarde staat en waaraan een aardleiding is verbonden, kan als aardelektrode worden gebruikt. Een aardelektrode moet een lage elektrische weerstand naar aarde hebben. Om deze weerstand te testen zijn speciale meetinstrumenten en meetmethoden ontwikkeld.
In de meeste landen is de aanwezigheid van een aardelektrode in een huisinstallatie verplicht. De lengte van de elektrode is afhankelijk van de vereiste aardweerstand en de grondgesteldheid ter plaatse. In Nederland is een lengte tussen zes en twintig meter gebruikelijk. In het westen van het land, waar de grondwaterspiegel hoger is, zal de minimale  lengte om te voldoen aan de eisen kleiner zijn dan in het oosten van het land. In vochtige kleigrond kan meestal met kortere elektrodes worden volstaan dan in drogere zandgrond.
Aardelektrodes worden niet alleen voor veiligheidsaarde toegepast, maar ook bij bliksemafleiders. De eisen die aan aardelektrodes worden gesteld, zijn afhankelijk van de toepassing en de plaatselijke wet- en regelgeving.